# 井畑明男
井畑 明男（いばた あきお、1933年（昭和8年）10月23日 - 2023年（令和5年）12月25日）は、日本の銀行家。元青森銀行頭取。青森県経営者協会会長。

## 人物
青森県出身。東北大学卒業後、青森銀入行。
営業、人事と行内業務に幅広く精通し、副頭取就任後は、当時の梅内敏浩頭取とともに行内改革を進めた。
1997年（平成9年）、頭取に昇格する。トップ在任時においては、リテール強化に取り組んだほか秋田銀行、岩手銀行との提携を実現させた。また、県内企業の育成や地域貢献にも取組んだ。
　
2007年（平成19年）に、会長に退いた。
2023年（令和5年）12月25日午前8時7分、老衰のため青森市内の施設で死去した。90歳没。死没日付をもって従五位に叙された。

## 略歴
- 1956年（昭和31年） -東北大学法学部卒業後、青森銀行入行
  - 以降、本町、湊、八戸各支店長を歴任する
- 1983年（昭和58年） -取締役営業本部副本部長委嘱
- 1985年（昭和60年） -取締役営業本部副本部長兼支店部長委嘱
- 1986年（昭和61年） -取締役業務本部長兼業務部長委嘱
- 1988年（昭和63年） -取締役業務本部長兼お客様相談所所長委嘱
- 1989年（平成元年） -常務取締役
- 1990年（平成2年） -常務取締役融資本部長委嘱
- 1994年（平成6年） -専務取締役
- 1995年（平成7年） -副頭取
- 1997年（平成9年） -頭取
- 2007年（平成19年） -会長
- 2009年（平成21年） -取締役相談役

## 栄典
- 2008年（平成20年） - 旭日小綬章[5]